# Demi-finales de la ligue mondiale de hockey sur gazon féminin 2016-2017
Navigation
2014-2015
Les Demi-finales de la Ligue mondiale de hockey sur gazon féminin sont les troisièmes étapes de l'édition 2016-2017 de la Ligue mondiale de hockey sur gazon. Il prend place en juin et juillet 2017. Un total de 20 équipes en compétition en 2 groupes de 10 équipes dans cette manche du tournoi joué pour 7 places à la finale qui sera jouée entre le 17 et 26 novembre 2017 à Auckland en Nouvelle-Zélande,.
Cette manche sert aussi à se qualifier pour la coupe du monde 2018 aux 10/11 équipes les mieux classées à l'exception du pays hôte et les cinq champions continentaux sont également qualifiés.

## Équipes qualifiées
Dix équipes classées entre la première et la onzième place du classement mondial courant à l'heure de recherches d'entrées pour la compétition automatiquement qualifiées, s'ajoutent huit équipes qualifiées venant du deuxième tour et deux pays hôtes,. Les 20 équipes suivantes montrées avec le Classement mondial du 10 avril 2017 avant le tournoi, lors de la composition des poules pour les équipes qualifiées pour les demi-finales de la Ligue mondiale.
| Événement                                                                | Dates                | Lieu               | Qualifiés                                                                                              | Rang FIH             |
| ------------------------------------------------------------------------ | -------------------- | ------------------ | --- | -------------------- |
| Pays hôtes                                                               | Pays hôtes           | Pays hôtes         | Afrique du Sud Belgique                                                                                | 13 14                |
| Classement mondial                                                       | Classement mondial   | Classement mondial | Pays-Bas Angleterre Argentine Australie Nouvelle-Zélande États-Unis Allemagne Chine Corée du Sud Japon | 1 2 3 4 5 6 7 8 9 11 |
| Deuxième tour de la ligue mondiale de hockey sur gazon féminin 2016-2017 | 14 - 22 janvier 2017 | Kuala Lumpur       | Irlande Italie Malaisie                                                                                | 15 16 22             |
| Deuxième tour de la ligue mondiale de hockey sur gazon féminin 2016-2017 | 4 - 12 février 2017  | Valence            | Espagne Écosse Pologne                                                                                 | 10 17 18             |
| Deuxième tour de la ligue mondiale de hockey sur gazon féminin 2016-2017 | 1er - 9 avril 2017   | West Vancouver     | Inde Chili                                                                                             | 12 20                |

## Bruxelles
Toutes les heures correspondent à l'heure d'été d'Europe centrale (UTC+2),.

### Premier tour

#### Poule A
| Rang | Équipe       | Pts | J | V | N | P | BP | BC | Diff |
| ---- | ------------ | --- | - | - | - | - | -- | -- | ---- |
| 1    | Pays-Bas     | 12  | 4 | 4 | 0 | 0 | 19 | 0  | +19  |
| 2    | Corée du Sud | 7   | 4 | 2 | 1 | 1 | 7  | 10 | -3   |
| 3    | Italie       | 5   | 4 | 1 | 2 | 1 | 4  | 8  | -4   |
| 4    | Chine        | 2   | 4 | 0 | 2 | 2 | 4  | 6  | -2   |
| 5    | Écosse       | 1   | 4 | 0 | 1 | 3 | 2  | 12 | -10  |

 Qualifiés pour les quarts de finale
 Qualifié pour la finale pour la 9e place
Source: FIH
En cas d'égalité de points de plusieurs équipes à l'issue des matchs de poule, les critères suivants sont appliqués dans l'ordre indiqué pour établir leur classement.
1. Points,
2. Différence de buts,
3. Buts marqués,
4. Face à face.

| 21 juin 2017 | Chine          | 2 - 2   | Italie                       |                                                                       |                                                                       |
| 14h00        | Gu 3e · Wu 54e | (1 - 1) | 25e Oviedo · 57e Mastronardi | Arbitrage : Irene Presenqui Maggie Giddens Arbitre vidéo : Lisa Roach | Arbitrage : Irene Presenqui Maggie Giddens Arbitre vidéo : Lisa Roach |
| 14h00        | Rapport        |         |                              | Arbitrage : Irene Presenqui Maggie Giddens Arbitre vidéo : Lisa Roach | Arbitrage : Irene Presenqui Maggie Giddens Arbitre vidéo : Lisa Roach |

|       | Pays-Bas                                         | 4 - 0   | Écosse |                                                                     |                                                                     |
| 18h00 | Matla 6e · Leurink 14e · Stam 33e · Van Male 55e | (2 - 0) |        | Arbitrage : Laurine Delforge Ana Faias Arbitre vidéo : Kelly Hudson | Arbitrage : Laurine Delforge Ana Faias Arbitre vidéo : Kelly Hudson |
| 18h00 | Rapport                                          |         |        | Arbitrage : Laurine Delforge Ana Faias Arbitre vidéo : Kelly Hudson | Arbitrage : Laurine Delforge Ana Faias Arbitre vidéo : Kelly Hudson |

| 22 juin 2017 | Corée du Sud | 0 - 0   | Italie |                                                               |                                                               |
| 14h00        |              | (0 - 0) |        | Arbitrage : Amber Church Ana Faias Arbitre vidéo : Lisa Roach | Arbitrage : Amber Church Ana Faias Arbitre vidéo : Lisa Roach |
| 14h00        | Rapport      |         |        | Arbitrage : Amber Church Ana Faias Arbitre vidéo : Lisa Roach | Arbitrage : Amber Church Ana Faias Arbitre vidéo : Lisa Roach |

|       | Chine   | 1 - 1   | Écosse      |                                                                         |                                                                         |
| 16h00 | Gu 51e  | (0 - 1) | 8e Merchant | Arbitrage : Frances Block Annelize Rostron Arbitre vidéo : Kelly Hudson | Arbitrage : Frances Block Annelize Rostron Arbitre vidéo : Kelly Hudson |
| 16h00 | Rapport |         |             | Arbitrage : Frances Block Annelize Rostron Arbitre vidéo : Kelly Hudson | Arbitrage : Frances Block Annelize Rostron Arbitre vidéo : Kelly Hudson |

| 24 juin 2017 | Pays-Bas | 9 - 0   | Corée du Sud |                                                                    |                                                                    |
| 18h00        | Van Male 4e, 23e · Van Maasakker 20e, 56e · Leurink 25e · De Waard 27e · Matla 42e · Van Geffen 50e · Vega 59e | (5 - 0) |              | Arbitrage : Maggie Giddens Emi Yamada Arbitre vidéo : Kelly Hudson | Arbitrage : Maggie Giddens Emi Yamada Arbitre vidéo : Kelly Hudson |
| 18h00        | Rapport |         |              | Arbitrage : Maggie Giddens Emi Yamada Arbitre vidéo : Kelly Hudson | Arbitrage : Maggie Giddens Emi Yamada Arbitre vidéo : Kelly Hudson |

|       | Italie                    | 2 - 1   | Écosse     |                                                                 |                                                                 |
| 20h00 | Wybieralska 2e · Singh 7e | (2 - 0) | 40e Holmes | Arbitrage : Kylie Seymour Amy Baxter Arbitre vidéo : Lisa Roach | Arbitrage : Kylie Seymour Amy Baxter Arbitre vidéo : Lisa Roach |
| 20h00 | Rapport                   |         |            | Arbitrage : Kylie Seymour Amy Baxter Arbitre vidéo : Lisa Roach | Arbitrage : Kylie Seymour Amy Baxter Arbitre vidéo : Lisa Roach |

| 25 juin 2017 | Pays-Bas          | 1 - 0   | Chine |                                                                     |                                                                     |
| 18h00        | Van den Assem 56e | (0 - 0) |       | Arbitrage : Kylie Seymour Amber Church Arbitre vidéo : Kelly Hudson | Arbitrage : Kylie Seymour Amber Church Arbitre vidéo : Kelly Hudson |
| 18h00        | Rapport           |         |       | Arbitrage : Kylie Seymour Amber Church Arbitre vidéo : Kelly Hudson | Arbitrage : Kylie Seymour Amber Church Arbitre vidéo : Kelly Hudson |

|       | Corée du Sud                                           | 5 - 0   | Écosse |                                                                         |                                                                         |
| 20h00 | Cheon E. 14e · Cheon S. K. 23e, 33e, 45e · Shin H. 35e | (2 - 0) |        | Arbitrage : Irene Presenqui Annelize Rostron Arbitre vidéo : Lisa Roach | Arbitrage : Irene Presenqui Annelize Rostron Arbitre vidéo : Lisa Roach |
| 20h00 | Rapport                                                |         |        | Arbitrage : Irene Presenqui Annelize Rostron Arbitre vidéo : Lisa Roach | Arbitrage : Irene Presenqui Annelize Rostron Arbitre vidéo : Lisa Roach |

| 27 juin 2017 | Chine   | 1 - 2   | Corée du Sud                   |                                                                     |                                                                     |
| 14h00        | Gu 47e  | (0 - 0) | 43e Cheon S. K. · 59e Cheon E. | Arbitrage : Frances Block Amber Church Arbitre vidéo : Kelly Hudson | Arbitrage : Frances Block Amber Church Arbitre vidéo : Kelly Hudson |
| 14h00        | Rapport |         |                                | Arbitrage : Frances Block Amber Church Arbitre vidéo : Kelly Hudson | Arbitrage : Frances Block Amber Church Arbitre vidéo : Kelly Hudson |

|       | Pays-Bas                                                     | 5 - 0   | Italie |                                                               |                                                               |
| 18h00 | Keetels 11e · Van Geffen 25e · Vega 41e, 54e · Krekelaar 42e | (2 - 0) |        | Arbitrage : Emi Yamada Ana Faias Arbitre vidéo : Kelly Hudson | Arbitrage : Emi Yamada Ana Faias Arbitre vidéo : Kelly Hudson |
| 18h00 | Rapport                                                      |         |        | Arbitrage : Emi Yamada Ana Faias Arbitre vidéo : Kelly Hudson | Arbitrage : Emi Yamada Ana Faias Arbitre vidéo : Kelly Hudson |

#### Poule B
| Rang | Équipe           | Pts | J | V | N | P | BP | BC | Diff |
| ---- | ---------------- | --- | - | - | - | - | -- | -- | ---- |
| 1    | Australie        | 9   | 4 | 3 | 0 | 1 | 8  | 3  | +5   |
| 2    | Nouvelle-Zélande | 9   | 4 | 3 | 0 | 1 | 4  | 1  | +3   |
| 3    | Belgique         | 6   | 4 | 2 | 0 | 2 | 10 | 2  | +8   |
| 4    | Espagne          | 6   | 4 | 2 | 0 | 2 | 5  | 6  | -1   |
| 5    | Malaisie         | 0   | 4 | 0 | 0 | 4 | 1  | 16 | -15  |

 Qualifiés pour les quarts de finale
 Qualifié pour la finale pour la 9e place
Source: FIH
En cas d'égalité de points de plusieurs équipes à l'issue des matchs de poule, les critères suivants sont appliqués dans l'ordre indiqué pour établir leur classement.
1. Points,
2. Différence de buts,
3. Buts marqués,
4. Face à face.

| 21 juin 2017 | Australie                        | 3 - 0   | Malaisie |                                                                        |                                                                        |
| 16h00        | Fitzpatrick 4e, 44e · Morgan 59e | (1 - 0) |          | Arbitrage : Amber Church Annelize Rostron Arbitre vidéo : Kelly Hudson | Arbitrage : Amber Church Annelize Rostron Arbitre vidéo : Kelly Hudson |
| 16h00        | Rapport                          |         |          | Arbitrage : Amber Church Annelize Rostron Arbitre vidéo : Kelly Hudson | Arbitrage : Amber Church Annelize Rostron Arbitre vidéo : Kelly Hudson |

|       | Nouvelle-Zélande | 1 - 0   | Espagne |                                                                 |                                                                 |
| 20h00 | Merry 19e        | (1 - 0) |         | Arbitrage : Frances Block Amy Baxter Arbitre vidéo : Lisa Roach | Arbitrage : Frances Block Amy Baxter Arbitre vidéo : Lisa Roach |
| 20h00 | Rapport          |         |         | Arbitrage : Frances Block Amy Baxter Arbitre vidéo : Lisa Roach | Arbitrage : Frances Block Amy Baxter Arbitre vidéo : Lisa Roach |

| 22 juin 2017 | Espagne                         | 3 - 1   | Malaisie |                                                                 |                                                                 |
| 18h00        | Salvatella 28e · Riera 31e, 36e | (1 - 1) | 3e Siti  | Arbitrage : Kylie Seymour Emi Yamada Arbitre vidéo : Lisa Roach | Arbitrage : Kylie Seymour Emi Yamada Arbitre vidéo : Lisa Roach |
| 18h00        | Rapport                         |         |          | Arbitrage : Kylie Seymour Emi Yamada Arbitre vidéo : Lisa Roach | Arbitrage : Kylie Seymour Emi Yamada Arbitre vidéo : Lisa Roach |

|       | Belgique | 0 - 1   | Australie  |                                                                    |                                                                    |
| 20h00 |          | (0 - 1) | 12e Morgan | Arbitrage : Amy Baxter Maggie Giddens Arbitre vidéo : Kelly Hudson | Arbitrage : Amy Baxter Maggie Giddens Arbitre vidéo : Kelly Hudson |
| 20h00 | Rapport  |         |            | Arbitrage : Amy Baxter Maggie Giddens Arbitre vidéo : Kelly Hudson | Arbitrage : Amy Baxter Maggie Giddens Arbitre vidéo : Kelly Hudson |

| 24 juin 2017 | Australie | 0 - 2   | Nouvelle-Zélande |                                                                             |                                                                             |
| 14h00        |           | (0 - 1) | 15e, 57e Neal    | Arbitrage : Laurine Delforge Annelize Rostron Arbitre vidéo : Frances Block | Arbitrage : Laurine Delforge Annelize Rostron Arbitre vidéo : Frances Block |
| 14h00        | Rapport   |         |                  | Arbitrage : Laurine Delforge Annelize Rostron Arbitre vidéo : Frances Block | Arbitrage : Laurine Delforge Annelize Rostron Arbitre vidéo : Frances Block |

|       | Belgique                                                                                | 9 - 0   | Malaisie |                                                                  |                                                                  |
| 16h00 | Weyns 2e · Fobe 7e · Boon 22e, 37e · Vanden Borre 33e, 44e · Raes 48e, 58e · Puvrez 53e | (3 - 0) |          | Arbitrage : Irene Presenqui Ana Faias Arbitre vidéo : Lisa Roach | Arbitrage : Irene Presenqui Ana Faias Arbitre vidéo : Lisa Roach |
| 16h00 | Rapport                                                                                 |         |          | Arbitrage : Irene Presenqui Ana Faias Arbitre vidéo : Lisa Roach | Arbitrage : Irene Presenqui Ana Faias Arbitre vidéo : Lisa Roach |

| 25 juin 2017 | Australie                                    | 4 - 1   | Espagne     |                                                                          |                                                                          |
| 14h00        | Slattery 28e, 38e · Morgan 45e · Chalker 51e | (1 - 0) | 33e Jiménez | Arbitrage : Laurine Delforge Maggie Giddens Arbitre vidéo : Kelly Hudson | Arbitrage : Laurine Delforge Maggie Giddens Arbitre vidéo : Kelly Hudson |
| 14h00        | Rapport                                      |         |             | Arbitrage : Laurine Delforge Maggie Giddens Arbitre vidéo : Kelly Hudson | Arbitrage : Laurine Delforge Maggie Giddens Arbitre vidéo : Kelly Hudson |

|       | Belgique | 1 - 0   | Nouvelle-Zélande |                                                                 |                                                                 |
| 16h00 | Raes 44e | (0 - 0) |                  | Arbitrage : Frances Block Emi Yamada Arbitre vidéo : Lisa Roach | Arbitrage : Frances Block Emi Yamada Arbitre vidéo : Lisa Roach |
| 16h00 | Rapport  |         |                  | Arbitrage : Frances Block Emi Yamada Arbitre vidéo : Lisa Roach | Arbitrage : Frances Block Emi Yamada Arbitre vidéo : Lisa Roach |

| 27 juin 2017 | Nouvelle-Zélande | 1 - 0   | Malaisie |                                                                    |                                                                    |
| 16h00        | Merry 5e         | (1 - 0) |          | Arbitrage : Laurine Delforge Amy Baxter Arbitre vidéo : Lisa Roach | Arbitrage : Laurine Delforge Amy Baxter Arbitre vidéo : Lisa Roach |
| 16h00        | Rapport          |         |          | Arbitrage : Laurine Delforge Amy Baxter Arbitre vidéo : Lisa Roach | Arbitrage : Laurine Delforge Amy Baxter Arbitre vidéo : Lisa Roach |

|       | Belgique | 0 - 1   | Espagne      |                                                                      |                                                                      |
| 20h45 |          | (0 - 1) | 24e Bonastre | Arbitrage : Irene Presenqui Kylie Seymour Arbitre vidéo : Lisa Roach | Arbitrage : Irene Presenqui Kylie Seymour Arbitre vidéo : Lisa Roach |
| 20h45 | Rapport  |         |              | Arbitrage : Irene Presenqui Kylie Seymour Arbitre vidéo : Lisa Roach | Arbitrage : Irene Presenqui Kylie Seymour Arbitre vidéo : Lisa Roach |

### Deuxième tour
|  | Quarts de finale | Quarts de finale |          |                  | Demi-finales           | Demi-finales |  |  | Finale       | Finale |
|  | Quarts de finale | Quarts de finale |          |                  | Demi-finales           | Demi-finales |  |  | Finale       | Finale |
|  |                  |                  |          |                  |                        |              |  |  |              |        |
|  |                  |                  |          |                  |                        |              |  |  |              |        |
|  |                  |                  |          |                  |                        |              |  |  |              |        |
|  | Belgique         | 1 (2)            |          |                  |                        |              |  |  |              |        |
|  | Belgique         | 1 (2)            |          |                  |                        |              |  |  |              |        |
|  | Corée du Sud     | 1 (3)            |          |                  |                        |              |  |  |              |        |
|  | Corée du Sud     | 1 (3)            | Chine    | 3                |                        |              |  |  |              |        |
|  |                  |                  | Chine    | 3                |                        |              |  |  |              |        |
|  |                  | Corée du Sud     | 0        |                  |                        |              |  |  |              |        |
|  | Australie        | Corée du Sud     | 0        | 0                |                        |              |  |  |              |        |
|  | Australie        |                  |          | 0                |                        |              |  |  |              |        |
|  | Chine            | 2                |          |                  |                        |              |  |  |              |        |
|  | Chine            | 2                | Pays-Bas | 2                |                        |              |  |  |              |        |
|  |                  |                  | Pays-Bas | 2                |                        |              |  |  |              |        |
|  |                  | Chine            | 0        |                  |                        |              |  |  |              |        |
|  | Pays-Bas         | Chine            | 0        | 2                |                        |              |  |  |              |        |
|  | Pays-Bas         |                  |          | 2                |                        |              |  |  |              |        |
|  | Espagne          | 0                |          |                  |                        |              |  |  |              |        |
|  | Espagne          | 0                | Pays-Bas | 1 (5)            |                        |              |  |  |              |        |
|  |                  |                  | Pays-Bas | 1 (5)            | Match pour la 3e place |              |  |  |              |        |
|  |                  | Nouvelle-Zélande | 1 (4)    |                  |                        |              |  |  |              |        |
|  | Nouvelle-Zélande | Nouvelle-Zélande | 1 (4)    | 2                |                        |              |  |  |              |        |
|  | Nouvelle-Zélande |                  |          | 2                |                        |              |  |  |              |        |
|  | Italie           | 0                |          | Nouvelle-Zélande | 1                      |              |  |  |              |        |
|  | Italie           | 0                |          | Nouvelle-Zélande | 1                      |              |  |  |              |        |
|  |                  |                  |          |                  |                        |              |  |  | Corée du Sud | 0      |
|  |                  |                  |          |                  |                        |              |  |  | Corée du Sud | 0      |

|  | Demi-finales | Demi-finales |           |       | 5e place | 5e place |
|  | Demi-finales | Demi-finales |           |       | 5e place | 5e place |
|  |              |              |           |       |          |          |
|  |              |              |           |       |          |          |
|  |              |              |           |       |          |          |
|  | Belgique     | 1            |           |       |          |          |
|  | Belgique     | 1            |           |       |          |          |
|  | Australie    | 5            |           |       |          |          |
|  | Australie    | 5            | Australie | 3     |          |          |
|  |              |              | Australie | 3     |          |          |
|  |              | Italie       | 1         |       |          |          |
|  | Espagne      | Italie       | 1         | 1 (3) |          |          |
|  | Espagne      |              |           | 1 (3) |          |          |
|  | Italie       | 1 (4)        |           |       |          |          |
|  | Italie       | 1 (4)        | 7e place  |       |          |          |
|  |              |              |           |       |          |          |
|  |              |              |           |       |          |          |
|  |              |              |           |       |          |          |
|  | Belgique     | 1 (1)        |           |       |          |          |
|  | Belgique     | 1 (1)        |           |       |          |          |
|  | Espagne      | 1 (4)        |           |       |          |          |
|  | Espagne      | 1 (4)        |           |       |          |          |

#### Neuvième et dixième place
| 29 juin 2017 | Écosse       | 1 - 0   | Malaisie |                                  |                                  |
| 11h00        | Robertson 7e | (1 - 0) |          | Arbitrage : Emi Yamada Ana Faias | Arbitrage : Emi Yamada Ana Faias |
| 11h00        | Rapport      |         |          | Arbitrage : Emi Yamada Ana Faias | Arbitrage : Emi Yamada Ana Faias |

#### Quarts de finale
| 29 juin 2017 | Nouvelle-Zélande           | 2 - 0   | Italie |                                                                    |                                                                    |
| 13h15        | Harrison 6e · Charlton 35e | (1 - 0) |        | Arbitrage : Amy Baxter Annelize Rostron Arbitre vidéo : Lisa Roach | Arbitrage : Amy Baxter Annelize Rostron Arbitre vidéo : Lisa Roach |
| 13h15        | Rapport                    |         |        | Arbitrage : Amy Baxter Annelize Rostron Arbitre vidéo : Lisa Roach | Arbitrage : Amy Baxter Annelize Rostron Arbitre vidéo : Lisa Roach |

|       | Australie | 0 - 2   | Chine              |                                                                       |                                                                       |
| 15h30 |           | (0 - 0) | 32e Wu · 54e Liang | Arbitrage : Frances Block Maggie Giddens Arbitre vidéo : Kelly Hudson | Arbitrage : Frances Block Maggie Giddens Arbitre vidéo : Kelly Hudson |
| 15h30 | Rapport   |         |                    | Arbitrage : Frances Block Maggie Giddens Arbitre vidéo : Kelly Hudson | Arbitrage : Frances Block Maggie Giddens Arbitre vidéo : Kelly Hudson |

|       | Pays-Bas              | 2 - 0   | Espagne |                                                                       |                                                                       |
| 17h45 | Van Maasakker 3e, 32e | (1 - 0) |         | Arbitrage : Laurine Delforge Kylie Seymour Arbitre vidéo : Lisa Roach | Arbitrage : Laurine Delforge Kylie Seymour Arbitre vidéo : Lisa Roach |
| 17h45 | Rapport               |         |         | Arbitrage : Laurine Delforge Kylie Seymour Arbitre vidéo : Lisa Roach | Arbitrage : Laurine Delforge Kylie Seymour Arbitre vidéo : Lisa Roach |

|       | Belgique                                   | 1 - 1             | Corée du Sud                            |                                                                       |                                                                       |
| 20h00 | Puvrez 32e                                 | (0 - 1)           | 3e Cheon S. K.                          | Arbitrage : Irene Presenqui Amber Church Arbitre vidéo : Kelly Hudson | Arbitrage : Irene Presenqui Amber Church Arbitre vidéo : Kelly Hudson |
| 20h00 | Rapport                                    |                   |                                         | Arbitrage : Irene Presenqui Amber Church Arbitre vidéo : Kelly Hudson | Arbitrage : Irene Presenqui Amber Church Arbitre vidéo : Kelly Hudson |
| 20h00 | Gerniers · Leclef · Versavel · Raes · Boon | Tirs au but 2 - 3 | Cheon E. · Park S. · Cho Y. K. · Cho E. | Arbitrage : Irene Presenqui Amber Church Arbitre vidéo : Kelly Hudson | Arbitrage : Irene Presenqui Amber Church Arbitre vidéo : Kelly Hudson |

#### Demi-finales pour la cinquième place
| 1er juillet 2017 | Espagne                                      | 1 - 1             | Italie                                |                                                                    |                                                                    |
| 11h15            | Ybarra 59e                                   | (1 - 0)           | 44e Pacella                           | Arbitrage : Amber Church Maggie Giddens Arbitre vidéo : Lisa Roach | Arbitrage : Amber Church Maggie Giddens Arbitre vidéo : Lisa Roach |
| 11h15            | Rapport                                      |                   |                                       | Arbitrage : Amber Church Maggie Giddens Arbitre vidéo : Lisa Roach | Arbitrage : Amber Church Maggie Giddens Arbitre vidéo : Lisa Roach |
| 11h15            | Perez · Bonastre · Lopez · Ybarra · Petchame | Tirs au but 3 - 4 | Carta · Mirabella · Di Mauro · Oviedo | Arbitrage : Amber Church Maggie Giddens Arbitre vidéo : Lisa Roach | Arbitrage : Amber Church Maggie Giddens Arbitre vidéo : Lisa Roach |

|       | Belgique     | 1 - 5   | Australie                                                                 |                                                                      |                                                                      |
| 13h30 | Versavel 37e | (0 - 3) | 4e Slattery · 19e Fitzpatrick · 24e Morgan · 35e Holzberger · 53e Chalker | Arbitrage : Amy Baxter Annelize Rostron Arbitre vidéo : Kelly Hudson | Arbitrage : Amy Baxter Annelize Rostron Arbitre vidéo : Kelly Hudson |
| 13h30 | Rapport      |         |                                                                           | Arbitrage : Amy Baxter Annelize Rostron Arbitre vidéo : Kelly Hudson | Arbitrage : Amy Baxter Annelize Rostron Arbitre vidéo : Kelly Hudson |

#### Demi-finales pour la première place
| 1er juillet 2017 | Chine                            | 3 - 0   | Corée du Sud |                                                                         |                                                                         |
| 15h45            | Gu 6e · Zhang Y. 25e · Liang 28e | (3 - 0) |              | Arbitrage : Laurine Delforge Kylie Seymour Arbitre vidéo : Kelly Hudson | Arbitrage : Laurine Delforge Kylie Seymour Arbitre vidéo : Kelly Hudson |
| 15h45            | Rapport                          |         |              | Arbitrage : Laurine Delforge Kylie Seymour Arbitre vidéo : Kelly Hudson | Arbitrage : Laurine Delforge Kylie Seymour Arbitre vidéo : Kelly Hudson |

|       | Pays-Bas                                                                                          | 1 - 1             | Nouvelle-Zélande                                                                               |                                                                      |                                                                      |
| 18h00 | Van Maasakker 49e                                                                                 | (0 - 0)           | 34e Pearce                                                                                     | Arbitrage : Frances Block Irene Presenqui Arbitre vidéo : Lisa Roach | Arbitrage : Frances Block Irene Presenqui Arbitre vidéo : Lisa Roach |
| 18h00 | Rapport                                                                                           |                   |                                                                                                | Arbitrage : Frances Block Irene Presenqui Arbitre vidéo : Lisa Roach | Arbitrage : Frances Block Irene Presenqui Arbitre vidéo : Lisa Roach |
| 18h00 | De Waard · Sanders · Matla · Leurink · Van Geffen · ---- · Matla · Sanders · Leurink · Van Geffen | Tirs au but 5 - 4 | Charlton · Merry · Michelsen · Gunson · Thompson · ---- · Charlton · Thompson · Merry · Gunson | Arbitrage : Frances Block Irene Presenqui Arbitre vidéo : Lisa Roach | Arbitrage : Frances Block Irene Presenqui Arbitre vidéo : Lisa Roach |

#### Septième et huitième place
| 2 juillet 2017 | Belgique                       | 1 - 1             | Espagne                            |                                                                 |                                                                 |
| 11h15          | Versavel 55e                   | (0 - 1)           | 19e Jiménez                        | Arbitrage : Frances Block Emi Yamada Arbitre vidéo : Lisa Roach | Arbitrage : Frances Block Emi Yamada Arbitre vidéo : Lisa Roach |
| 11h15          | Rapport                        |                   |                                    | Arbitrage : Frances Block Emi Yamada Arbitre vidéo : Lisa Roach | Arbitrage : Frances Block Emi Yamada Arbitre vidéo : Lisa Roach |
| 11h15          | Versavel · Vanden Borre · Boon | Tirs au but 1 - 4 | Perez · García · Ybarra · Bonastre | Arbitrage : Frances Block Emi Yamada Arbitre vidéo : Lisa Roach | Arbitrage : Frances Block Emi Yamada Arbitre vidéo : Lisa Roach |

#### Cinquième et sixième place
| 2 juillet 2017 | Australie                                 | 3 - 1   | Italie    |                                                                           |                                                                           |
| 13h30          | Slattery 22e · Morgan 48e · Ratcliffe 55e | (1 - 1) | 11e Carta | Arbitrage : Laurine Delforge Irene Presenqui Arbitre vidéo : Kelly Hudson | Arbitrage : Laurine Delforge Irene Presenqui Arbitre vidéo : Kelly Hudson |
| 13h30          | Rapport                                   |         |           | Arbitrage : Laurine Delforge Irene Presenqui Arbitre vidéo : Kelly Hudson | Arbitrage : Laurine Delforge Irene Presenqui Arbitre vidéo : Kelly Hudson |

#### Troisième et quatrième place
| 2 juillet 2017 | Nouvelle-Zélande | 1 - 0   | Corée du Sud |                                                                        |                                                                        |
| 15h45          | Neal 54e         | (0 - 0) |              | Arbitrage : Maggie Giddens Annelize Rostron Arbitre vidéo : Lisa Roach | Arbitrage : Maggie Giddens Annelize Rostron Arbitre vidéo : Lisa Roach |
| 15h45          | Rapport          |         |              | Arbitrage : Maggie Giddens Annelize Rostron Arbitre vidéo : Lisa Roach | Arbitrage : Maggie Giddens Annelize Rostron Arbitre vidéo : Lisa Roach |

#### Finale
| 2 juillet 2017 | Pays-Bas               | 2 - 0   | Chine |                                                                     |                                                                     |
| 18h00          | Van Maasakker 39e, 48e | (0 - 0) |       | Arbitrage : Kylie Seymour Amber Church Arbitre vidéo : Kelly Hudson | Arbitrage : Kylie Seymour Amber Church Arbitre vidéo : Kelly Hudson |
| 18h00          | Rapport                |         |       | Arbitrage : Kylie Seymour Amber Church Arbitre vidéo : Kelly Hudson | Arbitrage : Kylie Seymour Amber Church Arbitre vidéo : Kelly Hudson |

### Récompenses
Les prix suivants ont été remis à la fin du tournoi:
| Meilleur joueur | Meilleur gardien | Meilleur jeune  | Meilleur buteur    |
| --------------- | ---------------- | --------------- | ------------------ |
| Cui Qiuxia      | Martina Chirico  | Laurien Leurink | Caia van Maasakker |

## Johannesbourg
Toutes les heures correspondent à l'heure d'Afrique centrale (UTC+2),.

### Premier tour

#### Poule A
| Rang | Équipe     | Pts | J | V | N | P | BP | BC | Diff |
| ---- | ---------- | --- | - | - | - | - | -- | -- | ---- |
| 1    | Angleterre | 9   | 4 | 3 | 0 | 1 | 7  | 3  | +4   |
| 2    | Allemagne  | 7   | 4 | 2 | 1 | 1 | 6  | 3  | +3   |
| 3    | Japon      | 7   | 4 | 2 | 1 | 1 | 4  | 4  | 0    |
| 4    | Irlande    | 5   | 4 | 1 | 2 | 1 | 7  | 6  | +1   |
| 5    | Pologne    | 0   | 4 | 0 | 0 | 4 | 0  | 8  | -8   |

 Qualifiés pour les quarts de finale
 Qualifié pour la finale pour la 9e place
Source: FIH
En cas d'égalité de points de plusieurs équipes à l'issue des matchs de poule, les critères suivants sont appliqués dans l'ordre indiqué pour établir leur classement.
1. Points,
2. Différence de buts,
3. Buts marqués,
4. Face à face.

| 8 juillet 2017 | Japon      | 1 - 1   | Irlande   |                                                                               |                                                                               |
| 12h00          | Oikawa 51e | (0 - 0) | 44e Upton | Arbitrage : Michelle Joubert Ariffin Miskarmalia Arbitre vidéo : Kelly Hudson | Arbitrage : Michelle Joubert Ariffin Miskarmalia Arbitre vidéo : Kelly Hudson |
| 12h00          | Rapport    |         |           | Arbitrage : Michelle Joubert Ariffin Miskarmalia Arbitre vidéo : Kelly Hudson | Arbitrage : Michelle Joubert Ariffin Miskarmalia Arbitre vidéo : Kelly Hudson |

|       | Allemagne | 1 - 0   | Pologne |                                                                           |                                                                           |
| 14h00 | Gräve 42e | (0 - 0) |         | Arbitrage : Suzi Sutton Nur Hafizah Azman Arbitre vidéo : Carol Metchette | Arbitrage : Suzi Sutton Nur Hafizah Azman Arbitre vidéo : Carol Metchette |
| 14h00 | Rapport   |         |         | Arbitrage : Suzi Sutton Nur Hafizah Azman Arbitre vidéo : Carol Metchette | Arbitrage : Suzi Sutton Nur Hafizah Azman Arbitre vidéo : Carol Metchette |

| 10 juillet 2017 | Allemagne                 | 2 - 2   | Irlande               |                                                                         |                                                                         |
| 14h00           | Wortmann 56e · Lorenz 60e | (0 - 1) | 14e Wilson · 60e Duke | Arbitrage : Kang Hyun Young Elena Eskina Arbitre vidéo : Ayanna McClean | Arbitrage : Kang Hyun Young Elena Eskina Arbitre vidéo : Ayanna McClean |
| 14h00           | Rapport                   |         |                       | Arbitrage : Kang Hyun Young Elena Eskina Arbitre vidéo : Ayanna McClean | Arbitrage : Kang Hyun Young Elena Eskina Arbitre vidéo : Ayanna McClean |

|       | Angleterre                | 3 - 0   | Pologne |                                                                            |                                                                            |
| 16h00 | Bray 3e, 14e · Danson 45e | (2 - 0) |         | Arbitrage : Kelly Hudson Nur Hafizah Azman Arbitre vidéo : Carol Metchette | Arbitrage : Kelly Hudson Nur Hafizah Azman Arbitre vidéo : Carol Metchette |
| 16h00 | Rapport                   |         |         | Arbitrage : Kelly Hudson Nur Hafizah Azman Arbitre vidéo : Carol Metchette | Arbitrage : Kelly Hudson Nur Hafizah Azman Arbitre vidéo : Carol Metchette |

| 12 juillet 2017 | Irlande                | 2 - 0   | Pologne |                                                                     |                                                                     |
| 14h00           | Evans 10e · Pinder 39e | (1 - 0) |         | Arbitrage : Suzi Sutton Liu Xiaoying Arbitre vidéo : Ayanna McClean | Arbitrage : Suzi Sutton Liu Xiaoying Arbitre vidéo : Ayanna McClean |
| 14h00           | Rapport                |         |         | Arbitrage : Suzi Sutton Liu Xiaoying Arbitre vidéo : Ayanna McClean | Arbitrage : Suzi Sutton Liu Xiaoying Arbitre vidéo : Ayanna McClean |

|       | Angleterre | 0 - 1   | Japon     |                                                                                   |                                                                                   |
| 16h00 |            | (0 - 1) | 3e Karino | Arbitrage : Carolina de la Fuente Aleisha Neumann Arbitre vidéo : Carol Metchette | Arbitrage : Carolina de la Fuente Aleisha Neumann Arbitre vidéo : Carol Metchette |
| 16h00 | Rapport    |         |           | Arbitrage : Carolina de la Fuente Aleisha Neumann Arbitre vidéo : Carol Metchette | Arbitrage : Carolina de la Fuente Aleisha Neumann Arbitre vidéo : Carol Metchette |

| 14 juillet 2017 | Japon                     | 2 - 0   | Pologne |                                                                             |                                                                             |
| 12h00           | H. Nagai 36e · Nomura 56e | (0 - 0) |         | Arbitrage : Ayanna McClean Ariffin Miskarmaila Arbitre vidéo : Kelly Hudson | Arbitrage : Ayanna McClean Ariffin Miskarmaila Arbitre vidéo : Kelly Hudson |
| 12h00           | Rapport                   |         |         | Arbitrage : Ayanna McClean Ariffin Miskarmaila Arbitre vidéo : Kelly Hudson | Arbitrage : Ayanna McClean Ariffin Miskarmaila Arbitre vidéo : Kelly Hudson |

|       | Angleterre | 1 - 0   | Allemagne |                                                                                   |                                                                                   |
| 18h00 | Hunter 43e | (0 - 0) |           | Arbitrage : Carolina de la Fuente Kang Hyun Young Arbitre vidéo : Carol Metchette | Arbitrage : Carolina de la Fuente Kang Hyun Young Arbitre vidéo : Carol Metchette |
| 18h00 | Rapport    |         |           | Arbitrage : Carolina de la Fuente Kang Hyun Young Arbitre vidéo : Carol Metchette | Arbitrage : Carolina de la Fuente Kang Hyun Young Arbitre vidéo : Carol Metchette |

| 16 juillet 2017 | Allemagne                                 | 3 - 0   | Japon |                                                                            |                                                                            |
| 12h00           | Stapenhorst 23e · Lorenz 34e · Pieper 46e | (1 - 0) |       | Arbitrage : Nur Hafizah Azman Elena Eskina Arbitre vidéo : Carol Metchette | Arbitrage : Nur Hafizah Azman Elena Eskina Arbitre vidéo : Carol Metchette |
| 12h00           | Rapport                                   |         |       | Arbitrage : Nur Hafizah Azman Elena Eskina Arbitre vidéo : Carol Metchette | Arbitrage : Nur Hafizah Azman Elena Eskina Arbitre vidéo : Carol Metchette |

|       | Angleterre                               | 3 - 2   | Irlande               |                                                                          |                                                                          |
| 14h00 | Haycroft 14e · McCallin 27e · Danson 43e | (2 - 0) | 31e Daly · 33e Mullan | Arbitrage : Kelly Hudson Ayanna McClean Arbitre vidéo : Michelle Joubert | Arbitrage : Kelly Hudson Ayanna McClean Arbitre vidéo : Michelle Joubert |
| 14h00 | Rapport                                  |         |                       | Arbitrage : Kelly Hudson Ayanna McClean Arbitre vidéo : Michelle Joubert | Arbitrage : Kelly Hudson Ayanna McClean Arbitre vidéo : Michelle Joubert |

#### Poule B
| Rang | Équipe         | Pts | J | V | N | P | BP | BC | Diff |
| ---- | -------------- | --- | - | - | - | - | -- | -- | ---- |
| 1    | Argentine      | 12  | 4 | 4 | 0 | 0 | 12 | 1  | +11  |
| 2    | États-Unis     | 6   | 4 | 2 | 0 | 2 | 7  | 8  | -1   |
| 3    | Afrique du Sud | 4   | 4 | 1 | 1 | 2 | 4  | 6  | -2   |
| 4    | Inde           | 4   | 4 | 1 | 1 | 2 | 2  | 7  | -5   |
| 5    | Chili          | 3   | 4 | 1 | 0 | 3 | 1  | 4  | -3   |

 Qualifiés pour les quarts de finale
 Qualifié pour la finale pour la 9e place
Source: FIH
En cas d'égalité de points de plusieurs équipes à l'issue des matchs de poule, les critères suivants sont appliqués dans l'ordre indiqué pour établir leur classement.
1. Points,
2. Différence de buts,
3. Buts marqués,
4. Face à face.

| 8 juillet 2017 | États-Unis | 1 - 0   | Chili |                                                                      |                                                                      |
| 16h00          | Witmer 35e | (0 - 0) |       | Arbitrage : Elena Eskina Ayanna McClean Arbitre vidéo : Kelly Hudson | Arbitrage : Elena Eskina Ayanna McClean Arbitre vidéo : Kelly Hudson |
| 16h00          | Rapport    |         |       | Arbitrage : Elena Eskina Ayanna McClean Arbitre vidéo : Kelly Hudson | Arbitrage : Elena Eskina Ayanna McClean Arbitre vidéo : Kelly Hudson |

|       | Afrique du Sud | 0 - 0   | Inde |                                                                                |                                                                                |
| 18h00 |                | (0 - 0) |      | Arbitrage : Carolina de la Fuente Liu Xiaoying Arbitre vidéo : Carol Metchette | Arbitrage : Carolina de la Fuente Liu Xiaoying Arbitre vidéo : Carol Metchette |
| 18h00 | Rapport        |         |      | Arbitrage : Carolina de la Fuente Liu Xiaoying Arbitre vidéo : Carol Metchette | Arbitrage : Carolina de la Fuente Liu Xiaoying Arbitre vidéo : Carol Metchette |

| 10 juillet 2017 | Argentine                     | 2 - 0   | Chili |                                                                         |                                                                         |
| 12h00           | Barrionuevo 6e · A. Habif 28e | (2 - 0) |       | Arbitrage : Aleisha Neumann Suzi Sutton Arbitre vidéo : Carol Metchette | Arbitrage : Aleisha Neumann Suzi Sutton Arbitre vidéo : Carol Metchette |
| 12h00           | Rapport                       |         |       | Arbitrage : Aleisha Neumann Suzi Sutton Arbitre vidéo : Carol Metchette | Arbitrage : Aleisha Neumann Suzi Sutton Arbitre vidéo : Carol Metchette |

|       | États-Unis                               | 4 - 1   | Inde       |                                                                                      |                                                                                      |
| 18h00 | Witmer 24e, 43e · West 40e · Vittese 49e | (1 - 0) | 38e Lilima | Arbitrage : Carolina de la Fuente Ariffin Miskarmalia Arbitre vidéo : Ayanna McClean | Arbitrage : Carolina de la Fuente Ariffin Miskarmalia Arbitre vidéo : Ayanna McClean |
| 18h00 | Rapport                                  |         |            | Arbitrage : Carolina de la Fuente Ariffin Miskarmalia Arbitre vidéo : Ayanna McClean | Arbitrage : Carolina de la Fuente Ariffin Miskarmalia Arbitre vidéo : Ayanna McClean |

| 12 juillet 2017 | Inde       | 1 - 0   | Chili |                                                                              |                                                                              |
| 12h00           | Preeti 38e | (0 - 0) |       | Arbitrage : Michelle Joubert Kang Hyun Young Arbitre vidéo : Carol Metchette | Arbitrage : Michelle Joubert Kang Hyun Young Arbitre vidéo : Carol Metchette |
| 12h00           | Rapport    |         |       | Arbitrage : Michelle Joubert Kang Hyun Young Arbitre vidéo : Carol Metchette | Arbitrage : Michelle Joubert Kang Hyun Young Arbitre vidéo : Carol Metchette |

|       | Afrique du Sud | 1 - 3   | Argentine                                   |                                                                      |                                                                      |
| 18h00 | Coston 28e     | (1 - 0) | 41e Barrionuevo · 49e Merino · 58e F. Habif | Arbitrage : Kelly Hudson Elena Eskina Arbitre vidéo : Ayanna McClean | Arbitrage : Kelly Hudson Elena Eskina Arbitre vidéo : Ayanna McClean |
| 18h00 | Rapport        |         |                                             | Arbitrage : Kelly Hudson Elena Eskina Arbitre vidéo : Ayanna McClean | Arbitrage : Kelly Hudson Elena Eskina Arbitre vidéo : Ayanna McClean |

| 14 juillet 2017 | Afrique du Sud | 0 - 1   | Chili     |                                                                               |                                                                               |
| 14h00           |                | (0 - 0) | 32e Urroz | Arbitrage : Aleisha Neumann Nur Hafizah Azman Arbitre vidéo : Carol Metchette | Arbitrage : Aleisha Neumann Nur Hafizah Azman Arbitre vidéo : Carol Metchette |
| 14h00           | Rapport        |         |           | Arbitrage : Aleisha Neumann Nur Hafizah Azman Arbitre vidéo : Carol Metchette | Arbitrage : Aleisha Neumann Nur Hafizah Azman Arbitre vidéo : Carol Metchette |

|       | Argentine                                                       | 4 - 0   | États-Unis |                                                                        |                                                                        |
| 16h00 | Von der Heyde 29e · Cavallero 32e · A. Habif 33e · Jankunas 56e | (1 - 0) |            | Arbitrage : Michelle Joubert Liu Xiaoying Arbitre vidéo : Kelly Hudson | Arbitrage : Michelle Joubert Liu Xiaoying Arbitre vidéo : Kelly Hudson |
| 16h00 | Rapport                                                         |         |            | Arbitrage : Michelle Joubert Liu Xiaoying Arbitre vidéo : Kelly Hudson | Arbitrage : Michelle Joubert Liu Xiaoying Arbitre vidéo : Kelly Hudson |

| 16 juillet 2017 | Afrique du Sud              | 3 - 2   | États-Unis                |                                                                          |                                                                          |
| 16h00           | Meyne 26e · Manuel 49e, 51e | (1 - 1) | 14e Gonzalez · 44e Witmer | Arbitrage : Liu Xiaoying Kang Hyun Young Arbitre vidéo : Carol Metchette | Arbitrage : Liu Xiaoying Kang Hyun Young Arbitre vidéo : Carol Metchette |
| 16h00           | Rapport                     |         |                           | Arbitrage : Liu Xiaoying Kang Hyun Young Arbitre vidéo : Carol Metchette | Arbitrage : Liu Xiaoying Kang Hyun Young Arbitre vidéo : Carol Metchette |

|       | Argentine                                   | 3 - 0   | Inde |                                                                              |                                                                              |
| 18h00 | Sánchez 2e · Granatto 14e · Barrionuevo 25e | (3 - 0) |      | Arbitrage : Suzi Sutton Ariffin Miskarmalia Arbitre vidéo : Michelle Joubert | Arbitrage : Suzi Sutton Ariffin Miskarmalia Arbitre vidéo : Michelle Joubert |
| 18h00 | Rapport                                     |         |      | Arbitrage : Suzi Sutton Ariffin Miskarmalia Arbitre vidéo : Michelle Joubert | Arbitrage : Suzi Sutton Ariffin Miskarmalia Arbitre vidéo : Michelle Joubert |

### Deuxième tour
|  | Quarts de finale | Quarts de finale |            |            | Demi-finales           | Demi-finales |  |  | Finale    | Finale |
|  | Quarts de finale | Quarts de finale |            |            | Demi-finales           | Demi-finales |  |  | Finale    | Finale |
|  |                  |                  |            |            |                        |              |  |  |           |        |
|  |                  |                  |            |            |                        |              |  |  |           |        |
|  |                  |                  |            |            |                        |              |  |  |           |        |
|  | Afrique du Sud   | 1 (2)            |            |            |                        |              |  |  |           |        |
|  | Afrique du Sud   | 1 (2)            |            |            |                        |              |  |  |           |        |
|  | Allemagne        | 1 (3)            |            |            |                        |              |  |  |           |        |
|  | Allemagne        | 1 (3)            | Argentine  | 1          |                        |              |  |  |           |        |
|  |                  |                  | Argentine  | 1          |                        |              |  |  |           |        |
|  |                  | Allemagne        | 2          |            |                        |              |  |  |           |        |
|  | Argentine        | Allemagne        | 2          | 2          |                        |              |  |  |           |        |
|  | Argentine        |                  |            | 2          |                        |              |  |  |           |        |
|  | Irlande          | 1                |            |            |                        |              |  |  |           |        |
|  | Irlande          | 1                | États-Unis | 1 (3)      |                        |              |  |  |           |        |
|  |                  |                  | États-Unis | 1 (3)      |                        |              |  |  |           |        |
|  |                  | Allemagne        | 1 (2)      |            |                        |              |  |  |           |        |
|  | Angleterre       | Allemagne        | 1 (2)      | 4          |                        |              |  |  |           |        |
|  | Angleterre       |                  |            | 4          |                        |              |  |  |           |        |
|  | Inde             | 1                |            |            |                        |              |  |  |           |        |
|  | Inde             | 1                | Angleterre | 1 (1)      |                        |              |  |  |           |        |
|  |                  |                  | Angleterre | 1 (1)      | Match pour la 3e place |              |  |  |           |        |
|  |                  | États-Unis       | 1 (2)      |            |                        |              |  |  |           |        |
|  | États-Unis       | États-Unis       | 1 (2)      | 1          |                        |              |  |  |           |        |
|  | États-Unis       |                  |            | 1          |                        |              |  |  |           |        |
|  | Japon            | 0                |            | Angleterre | 5                      |              |  |  |           |        |
|  | Japon            | 0                |            | Angleterre | 5                      |              |  |  |           |        |
|  |                  |                  |            |            |                        |              |  |  | Argentine | 2      |
|  |                  |                  |            |            |                        |              |  |  | Argentine | 2      |

|  | Demi-finales   | Demi-finales |                |   | 5e place | 5e place |
|  | Demi-finales   | Demi-finales |                |   | 5e place | 5e place |
|  |                |              |                |   |          |          |
|  |                |              |                |   |          |          |
|  |                |              |                |   |          |          |
|  | Afrique du Sud | 3            |                |   |          |          |
|  | Afrique du Sud | 3            |                |   |          |          |
|  | Irlande        | 0            |                |   |          |          |
|  | Irlande        | 0            | Afrique du Sud | 2 |          |          |
|  |                |              | Afrique du Sud | 2 |          |          |
|  |                | Japon        | 1              |   |          |          |
|  | Japon          | Japon        | 1              | 2 |          |          |
|  | Japon          |              |                | 2 |          |          |
|  | Inde           | 0            |                |   |          |          |
|  | Inde           | 0            | 7e place       |   |          |          |
|  |                |              |                |   |          |          |
|  |                |              |                |   |          |          |
|  |                |              |                |   |          |          |
|  | Inde           | 1            |                |   |          |          |
|  | Inde           | 1            |                |   |          |          |
|  | Irlande        | 2            |                |   |          |          |
|  | Irlande        | 2            |                |   |          |          |

#### Quarts de finale
| 18 juillet 2017 | États-Unis  | 1 - 0   | Japon |                                                                            |                                                                            |
| 11h15           | Vittese 42e | (0 - 0) |       | Arbitrage : Liu Xiaoying Nur Hafizah Azman Arbitre vidéo : Carol Metchette | Arbitrage : Liu Xiaoying Nur Hafizah Azman Arbitre vidéo : Carol Metchette |
| 11h15           | Rapport     |         |       | Arbitrage : Liu Xiaoying Nur Hafizah Azman Arbitre vidéo : Carol Metchette | Arbitrage : Liu Xiaoying Nur Hafizah Azman Arbitre vidéo : Carol Metchette |

|       | Argentine                       | 2 - 1   | Irlande   |                                                                      |                                                                      |
| 13h30 | Merino 25e · Gomes Fantasia 40e | (1 - 0) | 43e Upton | Arbitrage : Aleisha Neumann Suzi Sutton Arbitre vidéo : Elena Eskina | Arbitrage : Aleisha Neumann Suzi Sutton Arbitre vidéo : Elena Eskina |
| 13h30 | Rapport                         |         |           | Arbitrage : Aleisha Neumann Suzi Sutton Arbitre vidéo : Elena Eskina | Arbitrage : Aleisha Neumann Suzi Sutton Arbitre vidéo : Elena Eskina |

|       | Angleterre                                         | 4 - 1   | Inde       |                                                                             |                                                                             |
| 15h45 | Ansley 6e · Danson 14e · Townsend 42e · Martin 60e | (2 - 0) | 57e Gurjit | Arbitrage : Michelle Joubert Ayanna McClean Arbitre vidéo : Carol Metchette | Arbitrage : Michelle Joubert Ayanna McClean Arbitre vidéo : Carol Metchette |
| 15h45 | Rapport                                            |         |            | Arbitrage : Michelle Joubert Ayanna McClean Arbitre vidéo : Carol Metchette | Arbitrage : Michelle Joubert Ayanna McClean Arbitre vidéo : Carol Metchette |

|       | Afrique du Sud | 0 - 1   | Allemagne |                                                                             |                                                                             |
| 18h00 |                | (0 - 1) | 29e Nobis | Arbitrage : Carolina de la Fuente Kelly Hudson Arbitre vidéo : Elena Eskina | Arbitrage : Carolina de la Fuente Kelly Hudson Arbitre vidéo : Elena Eskina |
| 18h00 | Rapport        |         |           | Arbitrage : Carolina de la Fuente Kelly Hudson Arbitre vidéo : Elena Eskina | Arbitrage : Carolina de la Fuente Kelly Hudson Arbitre vidéo : Elena Eskina |

#### Neuvième et dixième place
| 20 juillet 2017 | Pologne    | 1 - 2   | Chili                 |                                                                                   |                                                                                   |
| 10h00           | Rybacha 6e | (1 - 2) | 20e Urroz · 27e Caram | Arbitrage : Nur Hafizah Azman Ariffin Miskarmalia Arbitre vidéo : Aleisha Neumann | Arbitrage : Nur Hafizah Azman Ariffin Miskarmalia Arbitre vidéo : Aleisha Neumann |
| 10h00           | Rapport    |         |                       | Arbitrage : Nur Hafizah Azman Ariffin Miskarmalia Arbitre vidéo : Aleisha Neumann | Arbitrage : Nur Hafizah Azman Ariffin Miskarmalia Arbitre vidéo : Aleisha Neumann |

#### Demi-finales pour la cinquième place
| 20 juillet 2017 | Japon                    | 2 - 0   | Inde |                                                                          |                                                                          |
| 12h15           | Nomura 7e · Ichitani 29e | (2 - 0) |      | Arbitrage : Liu Xiaoying Kang Hyun Young Arbitre vidéo : Carol Metchette | Arbitrage : Liu Xiaoying Kang Hyun Young Arbitre vidéo : Carol Metchette |
| 12h15           | Rapport                  |         |      | Arbitrage : Liu Xiaoying Kang Hyun Young Arbitre vidéo : Carol Metchette | Arbitrage : Liu Xiaoying Kang Hyun Young Arbitre vidéo : Carol Metchette |

|       | Afrique du Sud                             | 3 - 0   | Irlande |                                                                         |                                                                         |
| 14h30 | Deetlefs 23e · Coston 49e · Du Plessis 55e | (1 - 0) |         | Arbitrage : Aleisha Neumann Kelly Hudson Arbitre vidéo : Ayanna McClean | Arbitrage : Aleisha Neumann Kelly Hudson Arbitre vidéo : Ayanna McClean |
| 14h30 | Rapport                                    |         |         | Arbitrage : Aleisha Neumann Kelly Hudson Arbitre vidéo : Ayanna McClean | Arbitrage : Aleisha Neumann Kelly Hudson Arbitre vidéo : Ayanna McClean |

#### Demi-finales pour la première place
| 20 juillet 2017 | Argentine         | 1 - 2   | Allemagne                 |                                                                          |                                                                          |
| 16h45           | Von der Heyde 16e | (1 - 2) | 7e Heyn · 30e Stapenhorst | Arbitrage : Michelle Joubert Suzi Sutton Arbitre vidéo : Carol Metchette | Arbitrage : Michelle Joubert Suzi Sutton Arbitre vidéo : Carol Metchette |
| 16h45           | Rapport           |         |                           | Arbitrage : Michelle Joubert Suzi Sutton Arbitre vidéo : Carol Metchette | Arbitrage : Michelle Joubert Suzi Sutton Arbitre vidéo : Carol Metchette |

|       | Angleterre                                                 | 1 - 1             | États-Unis                                                       |                                                                               |                                                                               |
| 19h00 | Martin 16e                                                 | (1 - 0)           | 57e Witmer                                                       | Arbitrage : Carolina de la Fuente Elena Eskina Arbitre vidéo : Ayanna McClean | Arbitrage : Carolina de la Fuente Elena Eskina Arbitre vidéo : Ayanna McClean |
| 19h00 | Rapport                                                    |                   |                                                                  | Arbitrage : Carolina de la Fuente Elena Eskina Arbitre vidéo : Ayanna McClean | Arbitrage : Carolina de la Fuente Elena Eskina Arbitre vidéo : Ayanna McClean |
| 19h00 | Danson · Webb · Bray · Unsworth · Haycroft · ---- · Danson | Tirs au but 1 - 2 | Gonzalez · Vittese · Sharkey · Manley · Matson · ---- · Gonzalez | Arbitrage : Carolina de la Fuente Elena Eskina Arbitre vidéo : Ayanna McClean | Arbitrage : Carolina de la Fuente Elena Eskina Arbitre vidéo : Ayanna McClean |

#### Septième et huitième place
| 22 juillet 2017 | Inde       | 1 - 2   | Irlande                 |                                                                        |                                                                        |
| 11h15           | Gurjit 15e | (1 - 0) | 47e Mullan · 48e Colvin | Arbitrage : Kelly Hudson Elena Eskina Arbitre vidéo : Michelle Joubert | Arbitrage : Kelly Hudson Elena Eskina Arbitre vidéo : Michelle Joubert |
| 11h15           | Rapport    |         |                         | Arbitrage : Kelly Hudson Elena Eskina Arbitre vidéo : Michelle Joubert | Arbitrage : Kelly Hudson Elena Eskina Arbitre vidéo : Michelle Joubert |

#### Cinquième et sixième place
| 22 juillet 2017 | Afrique du Sud              | 2 - 1   | Japon        |                                                                        |                                                                        |
| 13h30           | Du Plessis 18e · Glasby 23e | (2 - 0) | 35e Y. Nagai | Arbitrage : Suzi Sutton Ayanna McClean Arbitre vidéo : Carol Metchette | Arbitrage : Suzi Sutton Ayanna McClean Arbitre vidéo : Carol Metchette |
| 13h30           | Rapport                     |         |              | Arbitrage : Suzi Sutton Ayanna McClean Arbitre vidéo : Carol Metchette | Arbitrage : Suzi Sutton Ayanna McClean Arbitre vidéo : Carol Metchette |

#### Troisième et quatrième place
| 23 juillet 2017 | Angleterre                                               | 5 - 2   | Argentine                      |                                                                          |                                                                          |
| 11h00           | Bray 12e · Townsend 27e · Unsworth 35e · Ansley 48e, 50e | (2 - 2) | 20e Von der Heyde · 30e Merino | Arbitrage : Aleisha Neumann Liu Xiaoying Arbitre vidéo : Carol Metchette | Arbitrage : Aleisha Neumann Liu Xiaoying Arbitre vidéo : Carol Metchette |
| 11h00           | Rapport                                                  |         |                                | Arbitrage : Aleisha Neumann Liu Xiaoying Arbitre vidéo : Carol Metchette | Arbitrage : Aleisha Neumann Liu Xiaoying Arbitre vidéo : Carol Metchette |

#### Finale
| 23 juillet 2017 | États-Unis                                     | 1 - 1             | Allemagne                                          |                                                                                    |                                                                                    |
| 15h30           | West 58e                                       | (0 - 0)           | 38e Nobis                                          | Arbitrage : Michelle Joubert Carolina de la Fuente Arbitre vidéo : Carol Metchette | Arbitrage : Michelle Joubert Carolina de la Fuente Arbitre vidéo : Carol Metchette |
| 15h30           | Rapport                                        |                   |                                                    | Arbitrage : Michelle Joubert Carolina de la Fuente Arbitre vidéo : Carol Metchette | Arbitrage : Michelle Joubert Carolina de la Fuente Arbitre vidéo : Carol Metchette |
| 15h30           | Gonzalez · Vittese · Sharkey · Manley · Matson | Tirs au but 3 - 2 | Müller-Wieland · Lorenz · Mävers · Teschke · Hauke | Arbitrage : Michelle Joubert Carolina de la Fuente Arbitre vidéo : Carol Metchette | Arbitrage : Michelle Joubert Carolina de la Fuente Arbitre vidéo : Carol Metchette |

### Récompenses
Les prix suivants ont été remis à la fin du tournoi:
| Meilleur joueur  | Meilleur gardien | Meilleur jeune | Meilleur buteur |
| ---------------- | ---------------- | -------------- | --------------- |
| Melissa Gonzalez | Jackie Briggs    | Nike Lorenz    | Jill Witmer     |

## Classements finaux
Qualification pour la Coupe du monde 2018.
| Rang | Bruxelles        | Johannesbourg  |
| ---- | ---------------- | -------------- |
| 1    | Pays-Bas         | États-Unis     |
| 2    | Chine            | Allemagne      |
| 3    | Nouvelle-Zélande | Angleterre     |
| 4    | Corée du Sud     | Argentine      |
| 5    | Australie        | Afrique du Sud |
| 6    | Italie           | Japon          |
| 7    | Espagne          | Irlande        |
| 8    | Belgique         | Inde           |
| 9    | Écosse           | Chili          |
| 10   | Malaisie         | Pologne        |

 Pays hôte
 Champions continentaux
 Qualifiés par la Ligue mondiale de hockey sur gazon

## Buteurs
La liste des buteurs suivante comprend les joueurs des deux événements.
184 buts ont été inscrits en 66 rencontres soit une moyenne de 2.79 buts par match.